# JTV-519
JTV-519 è una molecola derivata dalla 1,4-tiazepina, che interagisce con una varietà di bersagli cellulari. La sua molecola di struttura è per molti aspetti simile a quella del diltiazem, un calcio-antagonista impiegato per il trattamento dell'ipertensione, angina pectoris e vari tipi di aritmia.
Opera all'interno del reticolo endoplasmatico dei miociti del cuore per chiudere stabilmente i recettori della Rianodina, un importante canale del calcio. Nel muscolo cardiaco, i recettori della Rianodina attivano il reticolo sarcoplasmico al rilascio di un flusso di ioni calcio che attraversa e fa contrarre i miofilamenti del cuore.
Viene in genere somministrata nella forma cloridrata di numero CAS 1038410-88-6.